# Тибо, Пьер
Пьер Тибо́ (фр. Pierre Thibaud; 22 июня 1929, Пруассан ― 29 октября 2004) ― французский трубач, солист оркестра Парижской оперы и Израильского филармонического оркестра, профессор Парижской консерватории.

## Биография
Учился игре на скрипке и трубе сначала в Консерватории Бордо, а затем в Парижской Высшей национальной консерватории музыки и танца в классе Эжена Фово. В начале своей исполнительской карьеры Пьер Тибо играл в духовом оркестре французской республиканской гвардии и был первым трубачом в Израильском филармоническом оркестре. С 1966 по 1992 год он был солистом  оркестра Парижской оперы.
С 1975 по 1994 год Тибо преподавал в Парижской Высшей национальной консерватории музыки и танца. Среди его многочисленных учеников такие трубачи как Хокан Харденбергер и Никлас Эклунд.
29 октября 2004 года Пьер Тибо скончался в своём парижском доме в возрасте 75 лет.